# Museo de Arte e Invernadero Huntington
El Museo de arte Huntington e invernadero, en inglés: Huntington Museum of Art and Conservatory', es un museo de arte e invernadero que se encuentra en Huntington, Virginia Occidental.
Es el mayor museo de arte existente entre "Cincinnati, Pittsburgh y Richmond" y alberga numerosas colecciones, exposiciones, programas educativos y sendas de naturaleza que se distribuyen por el campus de 52 acres (210,000 m²) de extensión.

## Localización
Se ubica en las colinas que dominan sobre el Ritter Park en Huntington.
Huntington Museum of Art - Conservatory 2033 McCoy Road Huntington, Cabell county, West Virginia WV 25701-4999 United States of America-Estados Unidos de América
Planos y vistas satelitales.38°23′34.93″N 82°26′3.88″O / 38.3930361, -82.4344111
En el invernadero se visita en las horas hábiles de los museos, y se efectúan visitas guiadas previa solicitud.
- Promedio anual de lluvias: 1250 mm

## Historia
El invernadero "C. Fred Edwards Conservatory" abrió sus puertas al público en 1996 y es el único invernadero de plantas tropicales público existente en el estado de Virginia Occidental.

## Colecciones delHuntington Museum of Art
El museo de Huntington es un museo de arte.
Las colecciones incluyen:
- Pinturas americanas y europeas, esculturas, grabados, dibujos,
- Piezas de vidrio fabricados en Virginia Occidental y el valle de Ohio, arte popular estadounidense del siglo XIX,
- Objetos de decoración chinos y japoneses,
- Objetos británicos de plata para las casas del siglo XVIII y principios del siglo XIX,
- Arte haitiano,
- Armas de fuego y objetos de la cultura material del Oriente Medio.

## Colecciones del invernadero
El invernadero cuenta con plantas tropicales y subtropicales.
Las plantas de la colección se dividen en cuatro categorías generales:
- Colección de orquídeas que contiene 400 variedades, que incluyen híbridos y especies. Se encuentran todo el año en los invernaderos y son un fuerte atractivo del invernadero para ser visitado cuando florecen. Información acerca de las orquídeas se pueden obtener de la "American Orchid Society" (AOS).
- Colección de plantas de importancia agrícola en la que se incluyen a aquellos que son importantes para la mayoría de la gente por lo general porque las comemos o utilizamos sus productos de alguna manera. Los ejemplos incluyen anacardos, chocolate, plátano, papaya, caña de azúcar y café. Otras plantas útiles incluyen el pino piñonero y la palma de cera de carnauba.
- Las plantas aromáticas añaden otra dimensión al invernadero. Plantas como el jazmín, naranjo, el jengibre blanco, y el stephanotus añaden un aroma agradable al aire. Además de estas plantas, muchas de las orquídeas tienen una agradable fragancia
- Las plantas raras incluyen la planta de jarra, diseñado para atrapar insectos, la planta tortuga, que produce una estructura para ayudarse a sobrevivir en las sequías, y la planta sensible, que responde al tacto doblando sus foliolos.

En el invernadero se utiliza la acción combinada de insectos y ácaros depredadores junto con los aerosoles de aceite y jabón para controlar las plagas de plantas tales como las cochinillas y los pulgones. Grandes plagas de insectos son controlados por la ranas y los geckos Tokay que viven libres en su interior. Esto permite que el invernadero funcione como un mini-ecosistema donde las plantas y los animales viven juntos en beneficio mutuo. La relación de beneficio mutuo es evidente en dos de los tres estanques de peces, que funcionan sin filtración. Debido a la presencia de una escultura, el estanque contiene un sistema de filtración
Hay dos esculturas en el interior del invernadero. Una es una escultura característica en cristal obra de Dale Chihuly llamada "The Huntington Museum of Art Tower"; la otra es una escultura más tradicional bronce obra de Harriet Whitney Frishmuth.
El museo-invernadero es miembro de la "American Orchid Society" (AOS), "American Public Garden Association" (APGA) y de "Association of Floricutlure Professionals" OFA.
Entre las actividades investigadoras del personal que trabaja en el invernadero se encuentran, los proyectos de,
- "Monarch butterfly project"(Proyecto de las mariposas monarca)[3]
- "Silk moth project"(Proyecto de los gusanos de seda)[4]